# Hostun
Hostun é uma comuna francesa na região administrativa de Auvérnia-Ródano-Alpes, no departamento de Drôme. Estende-se por uma área de 18,24 km². Em 2010 a comuna tinha 1 000 habitantes (densidade: 54,8 hab./km²).